# Renata Vesecká
Renata Vesecká (* 27. března 1960 Praha) je česká právnička, dřívější prokurátorka a státní zástupkyně, od roku 2011 advokátka. V letech 2005–2010 byla nejvyšší státní zástupkyní. V současná době kandiduje jako lídryně Motoristů sobě v Královéhradeckém kraji a je expertkou na oblast justice. 

## Život
Absolvovala Právnickou fakultu Univerzity Karlovy v Praze. V roce 1984 začala pracovat na prokuratuře, čekatelskou praxi vykonávala na Okresní prokuratuře v Havlíčkově Brodě. Po složení závěrečné zkoušky působila jako vyšetřovatelka Okresní prokuratury v Pardubicích a od roku 1988 vykonávala funkci náměstkyně okresního prokurátora (a později okresního státního zástupce) v Havlíčkově Brodě. V 90. letech absolvovala dlouhodobé stáže na Vrchním státním zastupitelství v Praze a Nejvyšším státním zastupitelství.
V roce 2000 se stala krajskou státní zástupkyní v Hradci Králové, v této funkci se dostala do povědomí široké veřejnosti např. v souvislosti s případy rasově motivované vraždy svitavského Roma Oty Absolona Vlastimilem Pechancem a sériových vrahů manželů Jaroslava a Dany Stodolových. Jako královéhradecká státní zástupkyně také např. podala obžalobu v případě vraždy podnikatele Stanislava Brunclíka.
Jako nejvyšší státní zástupkyně žádala vyšší trest pro Karla Srbu za plánování vraždy novinářky Sabiny Slonkové. Podala dovolání v kauze tzv. Zádamského gangu po zprošťujícím rozsudku. Dohodla s Rakouskem spolupráci ohledně vyšetřování kauzy Pandur. Řešila případ údajné korupce při nákupu gripenů. Nařídila pokračovat ve vyšetřování vraždy podnikatele Františka Mrázka považovaného za kmotra českého podsvětí. Nechala přezkoumat vydání katarského prince Sáního, který byl nepravomocně odsouzen na 2,5 roku za sex s 16 nezletilými a mladistvými dívkami.

## Nejvyšší státní zástupkyně a kauza Justiční mafie
Od 30. září 2005 byla vládou pověřena řízením Nejvyššího státního zastupitelství, 9. listopadu 2005 byla jmenována nejvyšší státní zástupkyní. Státní zástupce jmenuje vláda na návrh ministra spravedlnosti, kterým byl tehdy Pavel Němec. V únoru 2009 byla zvolena předsedkyní generálních prokurátorů a nejvyšších žalobců zemí EU.
Renata Vesecká byla kritizována za postup během trestního stíhání Jiřího Čunka. Marie Benešová, bývalá nejvyšší státní zástupkyně a stínová ministryně spravedlnosti za ČSSD, ji v této souvislosti označila za součást tzv. „justiční mafie“, která nezákonným způsobem ovlivňuje průběh některých zájmových trestních věcí. Vesecká a další osoby označené za součást tzv. „justiční mafie“ se poté v řízení na ochranu osobnosti domáhaly po Marii Benešové omluvy. Nejvyšší soud vleklý spor ukončil rozhodnutím, že se Benešová omlouvat nemusí. Vzhledem k tomu, že tak kvůli rozsudku nižšího soudu již dříve učinila, se obě strany dohodly, že Benešová omluvu nebude brát zpět a žalobci jí vrátí 370 000 Kč, které jim musela již dříve vyplatit.
Dne 12. března 2009 vyzvala Strana zelených své koaliční partnery ve vládě, aby pro obnovu důvěry ve státní zastupitelství odvolali Veseckou z funkce nejvyšší státní zástupkyně. Strana reagovala především na odvolaní šéfa liberecké pobočky Krajského státního zastupitelství v Ústí nad Labem Adama Bašného, který se kriticky vyjádřil k údajné korupční kauze bývalého vicepremiéra Jiřího Čunka (KDU-ČSL). Kriticky se k práci Vesecké vyjádřil 14. března 2009 ombudsman Otakar Motejl, který uvedl: „Kdybych měl něco navrhnout, tak bych navrhl paní doktorce Vesecké, aby odešla“. Také Unie státních zástupců vyzvala Renatu Veseckou, aby zvážila setrvání ve funkci, a následně i Soudcovská unie vyzvala Veseckou k tomu, aby zvážila své další setrvání ve funkci.
Vláda nakonec jednomyslně Veseckou odvolala až 27. října 2010 s tím, že ve funkci setrvá do konce roku 2010, byť Věci veřejné a TOP 09 požadovaly její dřívější odchod. Dne 1. ledna 2011 se novým nejvyšším státním zástupcem stal JUDr. Pavel Zeman. Dne 28. února 2011 rezignovala na funkci státní zástupkyně, podle jejích slov kvůli ministru spravedlnosti Jiřímu Pospíšilovi. Funkce jí zanikla ke konci dubna 2011. Od 1. května 2011 působila jako advokátka v advokátní kanceláři Kalcso, Vesecká, Kropáčová Kalcsová se sídlem v Hradci Králové.

## Místopředsedkyně Energetického regulačního úřadu
V listopadu 2014 ji předsedkyně Energetického regulačního úřadu Alena Vitásková jmenovala do funkce místopředsedkyně úřadu, na začátku června 2015 byla v souvislosti s organizačními změnami převedena na jiný post. V srpnu téhož roku byla Vitásková za jmenování Vesecké obviněna Policií ČR ze spáchání trestného činu. V září 2016 Vesecká na vlastní žádost odešla z ERÚ. V červenci 2020 Krajský soud v Brně v odvolacím řízení zprostil Vitáskovou viny s tím, že skutek nebyl trestným činem.

## Politická angažovanost
V dubnu 2024 bylo oznámeno, že by Renata Vesecká měla kandidovat ve volbách do Senátu PČR za hnutí ANO v obvodu č. 32 – Teplice. Kandidátem hnutí ANO v tomto obvodu se však nakonec stal hejtman Ústeckého kraje Jan Schiller. V prosinci 2024 na kongresu strany Motoristé sobě byla Renata Vesecká představena jako jejich expertka na spravedlnost. V březnu 2025 oznámila, že bude za tuto stranu kandidovat do Poslanecké sněmovny. Ve sněmovních volbách v roce 2025 je lídryní kandidátní listiny Motoristů sobě v Královéhradeckém kraji.